# Taveta (geslacht)
Taveta is een geslacht van vlinders van de familie spinneruilen (Erebidae), uit de onderfamilie Calpinae.

## Soorten
- T. eucosmia Hampson, 1926
- T. syrinx Fawcett, 1916
- T. syrnix Fawcett, 1916